# Kalinin K-7
Kalinin K-7 (Rusă: Калинин К-7) a fost un bombardier experimental de mari dimensiuni, proiectat și testat de Uniunea Sovietică la începutul anilor 1930. Zborul inaugural a avut loc în data de 11 august 1933, iar în același an în 21 noiembrie, avionul prabușit ucigând 14 persoane de la bordul aparatului și o altă persoană la sol. Până în 1935, când s-a renunțat la proiect, s-au mai produs alte două prototipuri.